# A különös végrendelet
A Különös végrendelet Jules Verne regénye, amelynek központja Chicago, szereplői pedig keresztül-kasul bejárják az akkori Amerikát. Teszik ezt egy lúd-játékba szerelmes milliomos különös végrendelete hatására. A könyvet Verne korabeli utikönyvek, vasúti- és hajózási-menetrendek hatására írta, lenyűgözte, milyen gyorsan és könnyedén járhatók be hatalmas távolságok.
A könyv olvasása során záporoznak a dátumok és helyszínek, ezért ajánlott egy Amerika térkép és egy lúd-játék társaságában olvasni a művet. A könyvet Verne 1899-ben írta, így a leírások az akkori földrajzi, társadalmi és politikai állapotoknak felelnek meg. Persze e nélkül is szórakoztató a ritka sodró lendületű és számtalan történés feszítette könyv.

## Történet
Az ingatlan-, vasút- és olaj-befektetéseken meggazdagodott Hypperbone J. Vilmos chicagoi milliomos ötvenéves korában meghal. A végrendeletében 60 millió dolláros vagyonáról, amely korában a leggazdagabb emberek közé emelte, különös végrendeletben rendelkezik. Életében naponta járt klubjába, az „Excentrikus-Klub“-ba, ahol szinte fanatikus rabja lett a lúd-játéknak. E játék módosított változatában versenyez a hagyatékért hat chicagoi születésű és ott élő lakos, akiket közjegyző sorsol ki. A lúd-játék egyes mezői az amerikai államok, a lúd mező szerepét Chicago nyeri.
A hat versenyző mellé a végrendelet kiegészítés egy hetediket is rendel. Két naponta döntenek a kockák arról, hogy az adott játékos melyik államba, melyik városba utazzon. Erre a játékosnak két hete van. A játék nyertese az örökös, a másodiké a játék során beszedett díj.
A regényben számos kaland, táj- és város-leírást olvashatunk, miközben Verne kedvelte szereplők boldogulnak, az ellenszenvesek meg szenvednek és vesztenek. A könyv végén természetesen meglepetés és öröm.
|  | Alább a cselekmény részletei következnek! |

### Első könyv

#### Az ünneplő város
Hatalmas tömeg hömpölyög Chicago utcáin a temető felé. Ott helyezik majd végső nyugalomra az ingatlan, vasút és olaj üzleteken meggazdagodott milliomost, Hypperbone J. Vilmost, az „Excentric Klub“ tagját.

#### Hypperbone J. Vilmos
A koporsót hat chcagoi polgár kísérte, akiket Thornbrock közjegyző sorsolt ki Higginbotham B. György, az „Excentric Klub“ elnöke kérésére. Ők: Max Réal festő, Tom Crabbe ökölvívó, Hermann Titbury, Harris T. Kymbale újságíró, Lissy Wag pénztáros és Hodge Urrican tengerész kapitány.
Megtudjuk, hogy az elhunyt szenvedélyes lúd-játékos volt.

#### Oakwoods
A koporsót elhelyezik a Hypperbone emelte mauzóleumban.

#### A "hat"
Részletesebb ismeretséget kötünk a hat kiválasztottal, Verne mindegyik mellé rendel egy kisérőt.
A kanadai francia Max Réal festő, aki felszabadított Toby (17) inasával él és naponta beszél édesanyjával.
Tom Crabbe (30) ökölvívó, hatalmas termetű zabagép, akit teljes mértékben edzője, gondozója John Miller irányít.
Hermann Titbury (50) és felesége, Katóka (52) fösvény uzsorás.
Harris T. Kymble (37) a chicagoi Tribune újságírója.
Lissy Wag (20) szerény körülmények közt él, a Marshall Field üzletében pénztáros, ahogy legjobb barátnője, a nagyszájú Jovita Forley (25) is.
Hodge Urrican (52) morgós, örök elégedetlen, magának való tengeri medve, akinek egyetlen ismerőse és állandó kisérője Turk. Turk egész életében Urrican alatt szolgált különböző hajókon.

#### A végrendelet
A végrendelet ismertetése. A 60 milliós vagyon örököse az, aki Hypperbone kedvenc játékának amerikai államokra átalakított változatát megnyeri (Alaszka szándékosan nem szerepel), elsőként érkezik meg a 63. mezőre. A második helyezett kapja a játék során befolyó díjakat. A játékban a lúd mező Chicago, a hatodik a
Híd, a 19. Fogadó, a 31. Kút, a 42. Útvesztő, az 52. Fogság és az 58. Halál.
A végrendelet felolvasását hallgató közönség nagy meglepetésére a végrendelethez kiegészítés is fűződik, amely X. K. Z. néven egy hetedik játékost is megnevez. Az X. K. Z. álnév, a könyv végéig találgatják, hogy kit is fed a három betű.

#### A "sakk-tábla" kézről-kézre jár
A játékot Thurnbock jegyző felügyeli, két naponta ő dob két kockával, az eredményt megtávíratozza az érintett játékosnak. A játékosnak az adott postahivatlaban személyesn kell átvennie a táviratot. Aki késik, kiesik. A játékot Max Réal kezdi, majd Crabbe, Titbury, Kymbale, Wag, Hodge és végül X. K. Z.
Az első dobás Max Réalt Kansas, Fort Riley-ba küldi.

#### Aki először kél útra
MAx Réal Tobyval utazik vonattal Fort Riley felé. Útközben több helyen megáll, fest. Egy helyen vadló csorda tart feléjük, egy közeli fára felmászva menekülnek meg.

#### Crabbét körútra viszi Milner
Tom Crabbét a kocka dobás Texas, Austinba küldi. Vonattal utaznak el „Nouvelle Orleans“-ba, ahonnan hajóval mennek Galvestonig. Crabbe buta hústorony, edzője magát fifikásnak gondoló személy. A hajó úton Crabbe annyira rosszul van, hogy hét embernek kell a fedélzetről a kabinba vonszolni. Austinba vonattal érkeznek.

#### Egy meg egy az kettő
Hermann Titburyékről hamar kiderül, hogy az asszony hordja a nadrágot. Ők Maine-be utaznak álnéven. Azért álnéven, hogy ismertségük miatt – a különös végrendelet híre Amerika szerte ismert – drágábban kapjanak szállást. Amikor a felesége megengedi, Hermann egy kocsmában whiskyt inna, de kiderül, hogy az állam törvényei szerint ehhez orvosi engedély kellene. Letartóztatják, a bíró előbb száz, majd a vitatkozásuk miatt 300 dollárra bünteti őket. Ekkor Titbury kijelenti, hogy akit a bíró megbüntetett, az álnév, ezért nem fizet – mire a bíró nyolc napra lecsukja. Ez azt jelenti, hogy nem lehet ott a távíró hivatalban.

#### Az újságíró útja
Az újságíró Kymble feladata tizennégy nap alatt az Új-mexikói Santa Fé-be érkezés New Yorkon át. Az újság támogatását élvező Kymble színes riportokban számol be útjáról az egész könyv során. Jó időzítéssel meg is érkezne Santa Fé-be, de a vágányt Cliftonnál elmosta a víz. Egy Isidor nevű fogatos felajánlja segítségét, de így is lassan haladnak. Ezért Kymble előbb száz, aztán ezer, végül tízezer dollárt ajánl neki, ha jobban öszökéli Isidor a lovát. Jobban ösztökéli, odaérnek. A jámbor Isidor a tízezer dolláros csekknél jobban akar száz dollárt a kezébe, Kymble kedvére tesz.

#### Jovita aggodalmai
Lissy Wag megfázik, a fejezet a gyógyulásáról szól. Jovita barátnője ápolja, az ismeretlen Humpry Waldon is felkeresi.

#### Az ötödik játszófél
Lissy Wagnak Wisconsin, Milwaukee-ba kell utaznia, ami a szomszéd állam. És még megy is gyógyul.

#### Urrican kapitány kalandjai
Urrican uticélja Florida. Ezért vonattal leutaznak Chicagoból Mobile-ba, onnan hajóval mennének Key Westbe, de egy hajó sem készül arra. Átmennek Pensacolába, de onnan sem találnak hajót, az idő meg már szorítja őket. Végül az utolsó pillanatban akad egy kisebb hajó.

#### Urrican kapitány kalandjainak folytatása
Urrican hajója Tampa magasságában óriási viharba kerül, a hajó kapitány visszafordulna, Urrican megveszi a hajót tőle. Hajótörést szenvednek, a tenger partra sodorja őket. A reggeli köd oszlásakor veszik észre, hogy pont a Key westi világítótoronynál vannak. Urrican eszméletlen, de Turk kocsit szerez és vad vágtával időre beesnek a postahivatalba. Játékban maradnak. Következő uticéljuk a Halál Völgye Kaliforniában.

#### Helyzet május 26-án
X. K. Z-nak a fővárosba, Washingtonba kell utaznia. Próbálják kitalálni, hogy ki ő. Higginbotham, a klub elnöke és Thornbrock közjegyző is tagadja, hogy ő lenne X. K. Z. Mivel a dobás eredményét nagy közönség előtt hirdetik ki, így ott nem derül ki a hetedik játékos kiléte. De két hét múlva a távíróhivatalban személyesen kell megjelennie – erre vár mindenki mostantól.
Az egyik újság felvetésére a játékosokat színekkel jelölik meg, így könnyebb táblán követni a játékot.
- Max Réal: ibolyakék
- Tom (néhol: Tamás) Crabbe: sötétkék
- Hermann Titbury: kék
- Harris T. Kymbale: zöld
- Lissy Wag: sárga
- Hodge Urrican: narancs
- X. K. Z.: vörös

### Második könyv

#### A "Parc Nacional"
Max Réal a wyomingi Cheyenne-be utazik. A festő örvend, mert szép tájképeket festhet majd és ráér megnézni a Yellostone parkot is.

#### Egy kis tévedés
Tom Crabbét és edzőjét Cincinnatiba (Ohio) sodroja a játék. Vonattal hamar odaérnek, mert Miller szeretné pénzért mutogatni a hatalmas termetű Crabbét. Ám úgy érzi, hogy leleplezték titkos tervét, mert a város tele plakátokkal a „legnagyobbról“, a „hatalmas termetűről“. Ám kiderül, hogy a városban állatkiállítás van, és egy szuperdagadt sertést hirdetnek. A csalódott és megszégyenült Millerék bezárkózva várják a sorsolást.

#### Cseberből-vederbe
Titburynek szerencséje van, mert a bíró három nap után kiengedi, bár a 300 dolláros bírságot ki kell fizetniük. Új uticéljuk Utah, Great Salt Lake. És ez még csak a negyedik mező, mert ahogy az első körben, úgy a másodikban is két egyest dobott nekik a közjegyző.
Útjuk során Ogdenben a jómódú és gáláns Inglis Róbert felajánlja segítségét Titburyéknek. Szállítja, elszállásolja őket, ám reggelre kiderül, hogy a gáláns úr sima szélhámos, aki háromezer dollárral lehúzza a házaspárt. Hiába tesznek feljelentést, a rendőrség tehetetlen.

#### A zöld zászló
Az újságíró Kymbale-nek Charlestonba kell utaznia. Az útja során St. Louisban összefut Urricane kapitánnyal, akivel szópárbajuk elfajul, ezért másnapra párbajt beszélnek meg. Vonataik ellenkező irányban indulnak, így az utolsó kocsi peronján állva lőnek majd egymásra. Így is tettek. Mindketten elhibázták, Kímbale idő előtt Charlestonba ér.

#### A kentucky-i barlangok
Wag kisasszonyék Francfortba (Kentucky) utaznak. Jovita oda van a Louisville-i Mammut Barlangokért, napokat töltenek ott. Találkoznak Hamilton kormányzóval, aki Wagot tiszteletbeli ezredessé, barátnőjét alezredessé nevezi ki.
Az esedékes kocka-dobás a Missouri Saint Louisba küldi a két nőt. Ez számukra rossz hír, mert addig kell ott maradniuk, amíg másik játékos nem lép ugyanerre a mezőre.

#### A "Halál völgye"
Urrican és Turk vonatot és autót is kénytelen bérelni, hogy a Halál Völgyébe érjen. Itt egy kő alá rejtik azt ott létüket igazoló iratot. Sietniük kell, mert a játék szabálya szerint azonnal Chicagoba kell utazniuk, még a tizennégy napos határidőn belül. Sok viszontagság és bérelt járművek segítségével időben megérkeznek, következő uticéljuk Wisconsin.

#### A South-Halsted-streeti házban
Max Réal a virginiai Richmond városába készül, ám rengeteg ideje van erre, így chicagoi otthonában édesanyjával beszélget a világ sorsáról.

#### Hunter tiszteletes kezének nyoma
Az ökölvívó emberhegy Crabbe menedzserével Philadelphiába utazik. Mivel a városban tilos az ökölvívó összecsapás, ezért egy közeli kisvárosban mérkőzne meg a helyi ásszal, Cavanagh-gal. Ám a kiválasztott helyszínen is tilos az összecsapás, a Bruck Vince helyi rendőrkapitány és Hugh Hunter pap is megjelenik. Szó szót követ, majd a rendőr és a pap kiüti Crabbét és a Cavanagh-t is.

#### Kétszáz dollár naponta
A zsugori Titbury házaspárra rá jár a rúd – és Verne. New Orleans legdrágább szállodájába kell utazniuk, a szállást is Thornbrock közjegyző választotta a dobást követően. Külön üröm, hogy aki ide lép, az kétszer kimarad – ha csak valaki ki nem szabadítja. A pár gőzhajóval érkezik, a szálloda külön hintója várja őket. Kényszeredetten élvezik a pazar vendéglátást, aminek a számláját nekik kell állni.

#### Kymbale bolyongásai
Kymble naponta ontja lapjának a tudósításokat. Őt Nebraskán át a Washington állambeli Olympiába küldi a különös végrendelet. A lap kiadója folyamatosan utitervvel látja el munkatársát. Nebraska a Vadnyugat határa, négy napi lovaglással érik el. Kísérővel ott létüket tanusító iratot helyeznek el egy fa alatt, és azonnal indulnak tovább. A kiválasztott útvonalon azonban a víz elsodorja a síneket. Szerencsére egy arra kiránduló csapat egyik tagja felajánlja helyét tripletjén (háromüléses kerékpár). A bicikliseket egy farkas-falka is megtámadja, talán az előlük menekülés is segít, hogy épp időben érkezzen Kymble a távirdába.

#### Missouri fogság
Lissy Wagnak nincs elég pénze a játék folytatásához, de ismét felbukkan a titokzatos Humpry Waldon és gálánsan kisegíti. Ám a szerencse is elpártol az egyetlen nő versenyzőtől, Missouri fővárosába, St. Louisba kell utazniuk, ez az állam a játékban a börtön. Aki idelép, az addig marad itt, amíg másik játékos nem lép ugyanerre a mezőre.

#### Szenzációs tudósítások a "Tribune" számára
Kymbale-nek Dél-Dakotába kell utaznia, azonnal vonatra is száll. Útja érinti a Sziklás-hegységet, egy óriási viharban megpillant egy hátsó két lábára egyenesedő medvét, amelyik keresztet vet. Természetesen ezt is megírja. A könyv végén derül ki, hogy az imádkozó medve valójában egy vadász volt, aki így védekezett a szakadó eső ellen – munkatársai élete végéig ugratják ezzel Kymbale-t.
Az újságíró érdekes párbeszédet folytat Len William Hoggarth-szal is, eleinte el is beszélnek egymás mellett, amíg ki nem derül Hoggarth foglalkozása: házasságfelbontó-ügynök.
Végül úgy tűnik, hogy nem ér időben céljához, mert a vasúti vágányt lezárták ünnepség miatt. De Kymbale nem retten meg, felkapaszkodik egy jó irányba induló vonatra. Megdöbbenve tapasztalja, hogy ő az egyetlen utas a száguldó szerelvényen. Ahogy előre jut a mozdonyhoz, észleli, hogy se fűtő, se vezető és a pályán szemből egy másik gőzös száguld szembe vele.
A könyv végén derül ki, hogy Kymbale túléli a szándékos ütközést. Abban az időben szokás volt így, két felfűtött mozdonyt szembe küldve, felavatni az új vasút vonalat.

#### A Hypperbone-match utolsó húzásai
Az államokban ekkora már szinte mindenki a játékkal foglalkozik, természetesen lehet fogadni is az egyes nyertesekre.
Lissy Wagnak óriási szerencséje van, mert Max Réalt is St. Luisba küldik a kockák, így a fiatalember esik fogságba és a fiatal nő szabadul. Nem kapkodják el a váltást, több napot töltenek egyre nagyobb boldogságban egymás társaságában és Wag barátnőjének szemei előtt.
Lissynek a szomszéd államba kell utaznia, Migglery Bulleu, egy olaj milliomos özvegye felajánlja magánvonatát, így keleti kényelemben utaznak.
Max Réal átlátogat Wagékhoz, egy közeli szigetre kirándulnak, ahol váratlanul megtámadják őket, vélhetően a vetélytársak felbérelte emberek. Réal festő létére nem boldogul az öt támadóval, késsel meg is szúrják. Szerencséjükre a közelben dolgozók segítségükre sietnek, így meg megmenekülnek.
És dobásnál mindkét kocka hatos lesz, ezzel X. K. Z. megnyeri a játékot.

#### Az oakwoodi harang
Az összes szereplő Chicagoba megy. Max Réalt Lissy Wag és édesanyja ápolja, amúgy Wag lett a második, így ő nyerte a verseny során befizetett összegeket, tizenhétezer dollárt kap majd. A Titburyk jelentős összeget kifizetve távoznak a luxus szállójukból, egész úton Chicago felé összegzik kiadásaikat és sopánkodnak. Urricane és Crabbe egyaránt dühöng. Kymble túléli a mozdonyok ütköztetését, számára és a Tribune számára a nem nyerés egyáltalán nem jelent veszteséget.
Július 15-én, alig két és fél hónappal a temetés után váratlanul megszólal a mauzóleum harangja, a népek sietnek, hogy le ne maradjanak a következő eseményekről.

#### Az utolsó hóbort
Kiderül, hogy Hypperbone J. Vilmos nem halt meg, csak tetszhalott volt. Amikor feltámadt, akkor nem vonta vissza a végrendeletét (Verne átugorja azt a jogi problémát, hogy ha nem halt meg, akkor a végrendelet sem lép érvénybe), Sőt, Thornbrock közjegyzővel, az egyetlen „feltámadásáról“ tudóval kiegészítést fűz hozzá, így lesz a hetedik induló ő maga X. K. Z. néven. Ezzel persze kockáztatja, hogy minden vagyonát elveszti, de mivel életében nem tett semmit, ami miatt joggal lett volna az „Excentic Klub“ tagja, úgy dönt, hogy halálával (vagy nem azzal) tesz.
A vesztes játékosok némelyik nehezen veszi tudomásul az újabb fordulatot. Nincs az elégedetlenkedők közt Max és Lissy, aki inkább összeházasodik. Hypperbone J. Vilmosról az is kiderül, hogy ő segítette meg többször Lissyt Humpry Waldon álnéven. És ha már boldog befejezés, Hypperbone megkéri és elnyeri Lissy kisérőjének, Jovitának a kezét.

### Dobások, játékosok és úti célok
| Dátum szabály magyarázat                                                       | Max Réal                                                  | Tom Crabbe                                               | Hermann Titbury                                                | Harris T. Kymbale                                                        | Lissy Wag                                  | Hodge Urrican                                                            | X. K. Z.                                                     |
| ------------------------------------------------------------------------------ | --------------------------------------------------------- | -------------------------------------------------------- | -------------------------------------------------------------- | ------------------------------------------------------------------------ | ------------------------------------------ | ------------------------------------------------------------------------ | ------------------------------------------------------------ |
| 04. 30.                                                                        | 4+4 8. Kansas Fort Riley                                  |                                                          |                                                                |                                                                          |                                            |                                                                          |                                                              |
| 05. 02.                                                                        |                                                           | 5+6 11. Texas Austin                                     |                                                                |                                                                          |                                            |                                                                          |                                                              |
| 05. 05.                                                                        |                                                           |                                                          | 1+1 2. Maine Calais                                            |                                                                          |                                            |                                                                          |                                                              |
| 05. 07. híd > azonnal tovább                                                   |                                                           |                                                          |                                                                | 2+4 6. New York Híd 12. New Mexikó Santa Fé                              |                                            |                                                                          |                                                              |
| 05. 09. első mezőre szabály                                                    |                                                           |                                                          |                                                                |                                                                          | 6+3 (szabály) 26. Wisconsin Milwaukee      |                                                                          |                                                              |
| 05. 11. első mezőre szabály                                                    |                                                           |                                                          |                                                                |                                                                          |                                            | 4+5 (szabály) 53. Florida Key West                                       |                                                              |
| 05. 13. első mezőre szabály                                                    |                                                           |                                                          |                                                                |                                                                          | (X. K. Z. szabály) 46. Kentucky Francofort |                                                                          | 6+3 (szabály) 26. Wisconsin Milwaukee                        |
| 05. 15. Illinois-ban nincs megállás                                            | 5+5 > 8+10=18 18. Illinois 18+10=28 28. Wyoming Cheyenne  |                                                          |                                                                |                                                                          |                                            |                                                                          |                                                              |
| 05. 17. Illinois-ban nincs megállás                                            |                                                           | 6+6 > 11+12=23 23. Illinois 23+12=35 35. Ohio Cincinnati |                                                                |                                                                          |                                            |                                                                          |                                                              |
| 05. 19.                                                                        |                                                           |                                                          | 1+1 > 2+2=4 4. Utah Great Salt Lake                            |                                                                          |                                            |                                                                          |                                                              |
| 05. 21.                                                                        |                                                           |                                                          |                                                                | ?+? > 12+10=22 22. Carolina Charlstone                                   |                                            |                                                                          |                                                              |
| 05. 23. egy mezőn egy játékos                                                  |                                                           |                                                          |                                                                |                                                                          | 46. Kentucky Francofort                    |                                                                          |                                                              |
| 05. 25. körön belül kell a két helyet teljesíteni                              |                                                           |                                                          |                                                                |                                                                          |                                            | 3+2 > 53+5=58. 58. Kalifornia Death Valley (szabály) 1. Illinois Chicago |                                                              |
| 05. 27. Illinois-ban nincs megállás                                            |                                                           |                                                          |                                                                |                                                                          |                                            |                                                                          | 4+6 > 26+10=36 36. Illinois 36+10=46 46. Columbia Washington |
| 05. 29. Illinois-ban nincs megállás                                            | 5+3 > 28+8=36 36. Illionois 36+8=44 44. Virginia Richmond |                                                          |                                                                |                                                                          |                                            |                                                                          |                                                              |
| 05. 31.                                                                        |                                                           | 6+6 > 35+12=47 47. Pennsylvania                          |                                                                |                                                                          |                                            |                                                                          |                                                              |
| 06. 02. Illinois-ban nincs megállás (kétszer nincs)                            |                                                           |                                                          | 3+2 > 4+5=9 9. Illinois 9+5=14 14. Illinois 14+5=19 19.Luisana |                                                                          |                                            |                                                                          |                                                              |
| 06.04. Illinois-ban nincs megállás Nebraska Washington egy kör alatt megteendő |                                                           |                                                          |                                                                | 6+4 > 22+10=32 32. Illinois 32+10=42 42. Nebraska 30. Washington Olympia |                                            |                                                                          |                                                              |
| 06. 06.                                                                        |                                                           |                                                          |                                                                |                                                                          | ?+? > 46+6=52 52. Missouri St. Louis       |                                                                          |                                                              |
| 06. 08. első mezőre szabály                                                    |                                                           |                                                          |                                                                |                                                                          |                                            | 6+3 (szabály) 26. Wisconsin Milwaukee                                    |                                                              |
| 06. 10.                                                                        |                                                           |                                                          |                                                                |                                                                          |                                            |                                                                          | ?+? > 46+5=51 51. Minnesota                                  |
| 06. 12. fogságból oda megy, ahonnan a szabadító jött                           | 5+3 > 44+8=52 52. Missouri St. Louis                      |                                                          |                                                                |                                                                          | (Réal miatt) 44. Virginia Richmond         |                                                                          |                                                              |
| 06. 14. fogságból oda megy, ahonnan a szabadító jött                           | (Crabbe miatt) 44. Virginia Richmond                      | 3+2 > 47+5=52 52. Missouri St. Louis                     |                                                                |                                                                          |                                            |                                                                          |                                                              |
| 06. 16. kétszer kimarad 1/2                                                    |                                                           |                                                          | (szabály)                                                      |                                                                          |                                            |                                                                          |                                                              |
| 06. 18.                                                                        |                                                           |                                                          |                                                                | 5+4 > 30+9=39 39. Dél-Dakota Yankton                                     |                                            |                                                                          |                                                              |
| 06. 20.                                                                        |                                                           |                                                          |                                                                |                                                                          | 44. Virginia Richmond                      |                                                                          |                                                              |
| 06. 22.                                                                        |                                                           |                                                          |                                                                |                                                                          |                                            | 1+4 > 26+5=31 31. Nevada                                                 |                                                              |
| 06. 24.                                                                        |                                                           |                                                          |                                                                |                                                                          |                                            |                                                                          | 6+6 > 51+12=63 NYERT                                         |

|  | Itt a vége a cselekmény részletezésének! |

„Ha pedig te, nyájas olvasó, végiggondolván még egyszer mindazt, ami e regény folyamán történt, úgy vélekednél, hogy képtelenségek fordulnak elő – enyhítő körülményül ismételten utalok arra, hogy – mindez Amerikában történt."

## Szereplők
A hét játékos neve félkövér. Egyes szereplők neve nem egységes a könyvben, Kymble néha Kymbale.
- Hypperbone J. Vilmos (50), chicagoi milliomos, végrendeletéről szól ez a könyv
- Higginbotham B. György, az „Excentric Klub“ elnöke
- Thornbrock közjegyző
- Max Réal, kanadai francia, festő
- Toby (17) felszabadított rabszolga, Max Réal inasa
- Tom Crabbe (30) ökölvívó, hatalmas termetű zabagép, akit teljes mértékben edzője, gondozója irányít
- John Miller, Tom Crabbe menedzsere
- Hermann Titbury (50) uzsorás
- Katóka Titbury (52) Hermann felesége, a család irányítója,
- Harris T. Kymble (37) a chicagoi Tribune újságírója.
- Lissy Wag (20) szerény körülmények közt él, pénztáros a Field áruházban
- Jovita Forley (25) a Field áruházban pénztáros, Lissy legjobb barátnője
- Marshall Field chicagoi áruház tulajdonos
- Hodge Urrican (52) morgós, örök elégedetlen, magának való tengeri medve
- Turk, Urrican egyetlen barátja, Turk egész életében Urrican alatt szolgált különböző hajókon.
- Isidor fogathajtó, akinek többre becsüli a kevés készpénzt a nagy értékű csekknél
- Humpry Waldon, titokzatos idegen, aki Lissy Wag támogatója a versenyben
- Inglis Róbert rabló
- John Hamilton, Illionois állam kormányzója
- Cavanagh, philadelphiai ökölvívó bajnok
- Bruck Vince Arandole rendőrkapitánya
- Hugh Hunter metodista pap
- X. K. Z. a rejtélyes hetedik játékos, akit a végrendelet kiegészítése küld a játékba
- Len William Hoggarth, házasságfelbontó-ügynök
- Migglery Bulleu, olaj milliomos özvegye, akinek magánvonata van

## A végrendelet szerint módosított lúd-tábla
|                   | 1. Rhode Island     | 2. Maine               | 3. Tennessee        | 4. Utah           | 5. Ill., Chicago  | 6. Híd New York       | 7. Massachusetts | 8. Kansas            |
|                   |                     |                        |                     |                   |                   |                       |                  | 9. Ill., Chicago     |
| 36. Ill., Chicago | 37. Nyugat-Virginia | 38. Kentucky           | 39. Dél-Dakota      | 40. Maryland      | 41. Ill., Chicago | 42. Útvesztő Nebraska |                  | 10. Colorado         |
| 35. Ohio          |                     |                        |                     |                   |                   | 43. Idaho             | 11. Texas        |                      |
| 34. Új-Jersey     |                     | 58 Halál Kalifornia    | 59 Ill., Chicago    | 60. Arizona       |                   | 44. Virginia          | 12. Új-Mexikó    |                      |
| 33. Észak-Dakota  | 57. Arkansas.       |                        | 61. Oregon          | 45. Ill., Chicago | 13. Montana       |                       |                  |                      |
| 32. Ill., Chicago | 56. Indiana         | 62. Indián territórium | 46. Kolumbia körzet | 14. Ill., Chicago |                   |                       |                  |                      |
| 31. Kút Nevada    | 55. Észak-Karolina  | CÉL                    | 47. Pennsylvania    | 15. Mississippi   |                   |                       |                  |                      |
| 30. Washington    | 54. Ill., Chicago   |                        |                     |                   | 48. Vermont       | 16. Connecticut       |                  |                      |
| 29. Oklahoma      | 53. 4+5 Florida     | 52. Fogság Missouri    | 51. Minnesota       | 50. Ill., Chicago | 49. Alabama       | 17. Iowa              |                  |                      |
| 28. Wyoming       |                     |                        |                     |                   |                   |                       | .                | 18. Ill., Chicago    |
| 27. Ill., Chicago | 26. 3+6 Wisconsin   | 25. Georgia            | 24. Michigan        | 23. Ill., Chicago | 22. Dél-Karolina  | 21. Új-Hampshire      | 20. Delaware     | 19. Fogadó Louisiana |

## Magyarul
- Különös végrendelet; ford. Gaal Mózes; Franklin, Bp., 1901
- A különös végrendelet; ford., sajtó alá rend. Majtényi Zoltán; Unikornis, Bp., 1997 (Jules Verne összes művei)